# Palliduphantes cernuus
Palliduphantes cernuus es una especie de araña tejedora de sábana perteneciente al género Palliduphantes, categorizada en el grupo Araneomorphae, orden Araneae.
Fue descrita por Eugène Simon en 1884. La especie aparece registrada y publicada en una sección de Les arachnides de France. Tome cinquième, deuxième et troisième partie p. 180-885 de 1884.
La longitud del cuerpo del macho mide 1,51 mm y el prosoma 0,73 mm; el de la hembra 1,82-2,9 mm y su prosoma 0,83 mm.

## Distribución
Se distribuye por Europa, en Francia y España.